# Paredes (Valdés)
Paredes es una parroquia asturiana del concejo de Valdés, en España, y un lugar de dicha parroquia.
La parroquia, situada en el extremo sur del municipio, limita con el concejo de Tineo y tiene una extensión de 43.86 km². En el año 2009 contaba con una población de 484 habitantes (INE).
El lugar de Paredes dista 25 kilómetros de Luarca y está a una altitud de 155 m. Cuenta con una población de 124 habitantes (INE 2009).

## Geografía

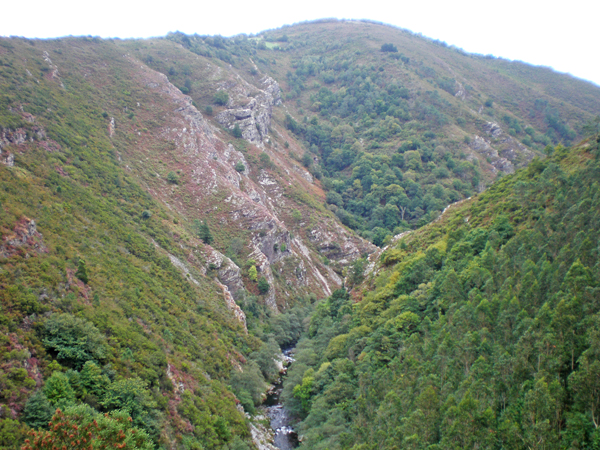
Hoces del Esva

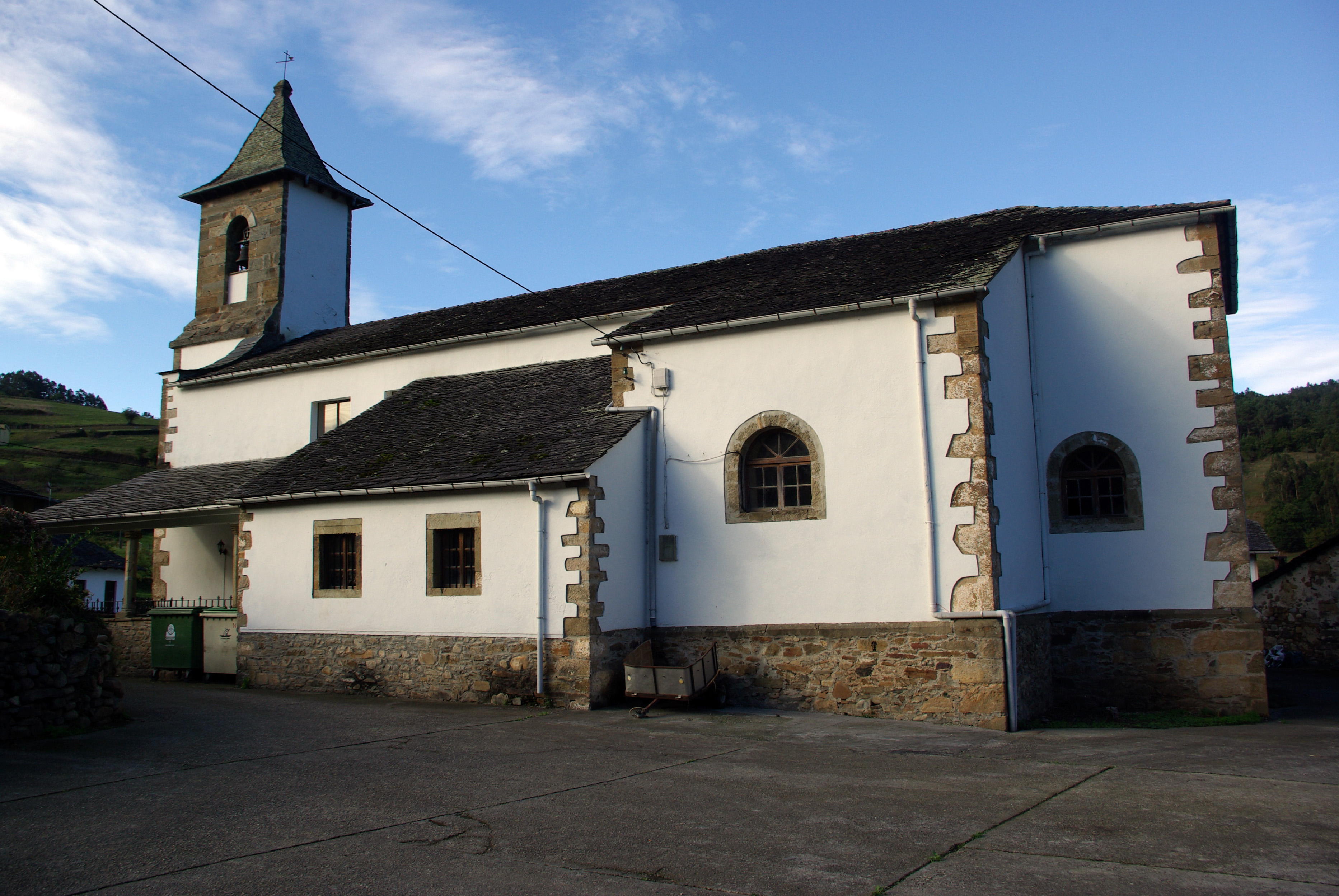
Iglesia de San Pedro

Su geografía está determinada por el río Esva, resultado de siglos de erosión, y donde se localizan las Hoces del Esva, declaradas Monumento natural.

## Economía
La economía de la zona se basa en la ganadería vacuna (carne, leche y derivados), la explotación forestal y el cultivo de hortalizas y frutas, aunque gran parte es para el consumo propio.

## Historia
A comienzos del siglo XX se construyó el salto de la Electra del Esva, que al cabo del tiempo abasteció de electricidad a prácticamente todo el concejo de Luarca.
En la década de 1990 se planteó la apertura de una mina de feldespato a cielo abierto, lo que provocó un rechazo vecinal del que surgió la Asociación de Vecinos del Valle de Paredes.

## Poblaciones
Según el nomenclátor de 2009, la parroquia comprende las poblaciones de:
- Adrao (aldea);
- Agüera (aldea);
- Aristébano (lugar);
- Busindre (lugar);
- Bustiello de Paredes (aldea);
- Caborno (aldea);
- El Candanín (aldea);
- Enverniego (casería);
- Leiriella (aldea);
- Longrey (lugar);
- La Malata (casería);
- Merás (lugar);
- Ovienes (lugar);
- Paredes (lugar);
- Pena (aldea); y
- Valle (aldea).

Otras poblaciones de la parroquia ya desaparecidas del nomenclátor son:[cita requerida]
- Fanón (casería);
- Granda (aldea);
- Piñera (casería);
- San Pedro de Paredes (lugar);
- San Vicente (casería);
- La Vega (aldea)
- Las Corradas
- La Pochica
- El Suco
- La Llamiella
- La Cruz

## Premios

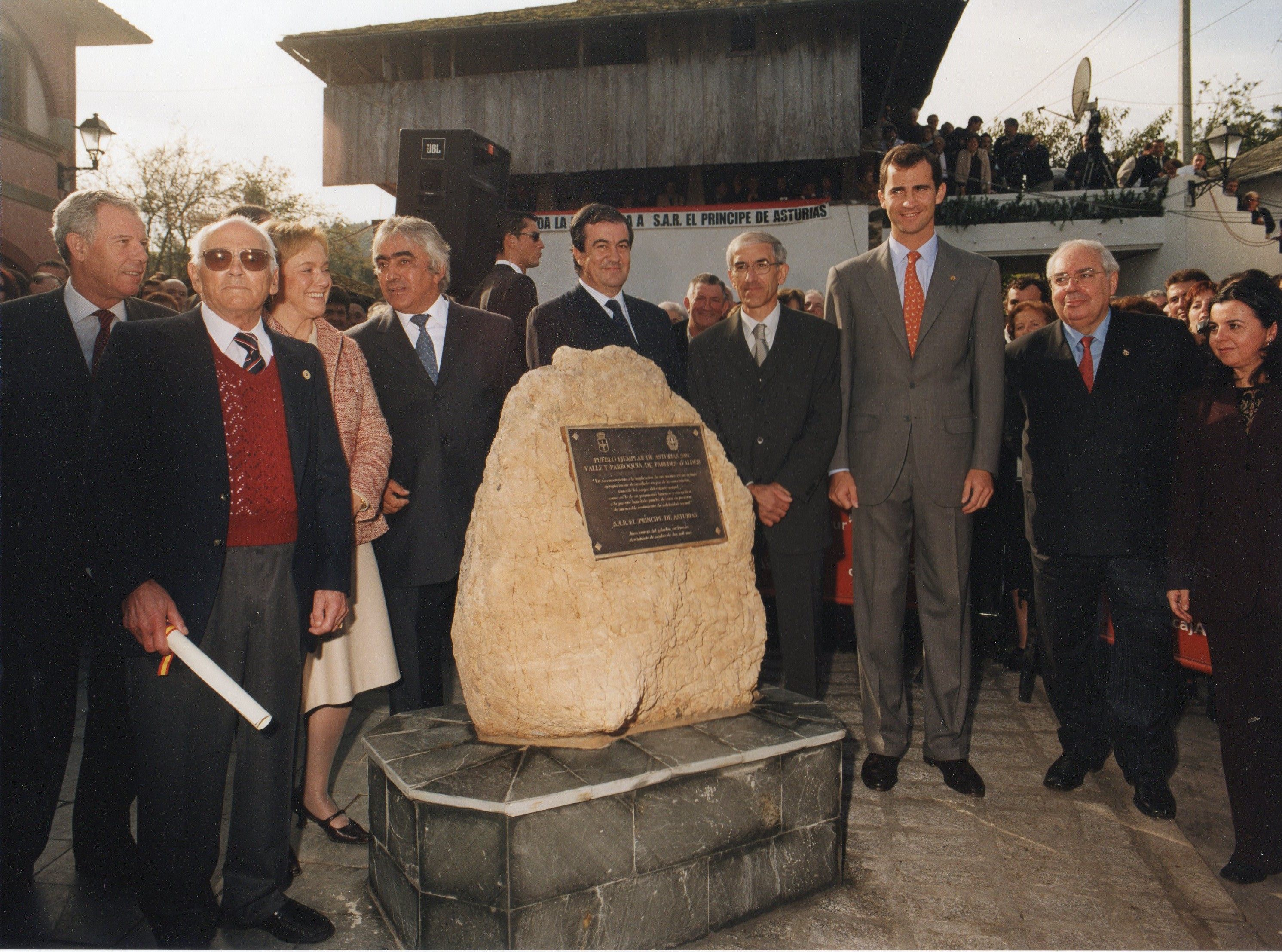
Entrega Premio Príncipe al Pueblo Ejemplar de Asturias 2001.

En el año 2001, el 16 de septiembre, le fue concedido el Premio Príncipe de Asturias al Pueblo Ejemplar al «Valle y Parroquia de Paredes», premio que fue entregado por el Príncipe de Asturias el 27 de octubre de 2001 en una ceremonia celebrada en San Pedro.

## Que visitar
- Dolmen (La Vega)
- Menhir (Ovienes)

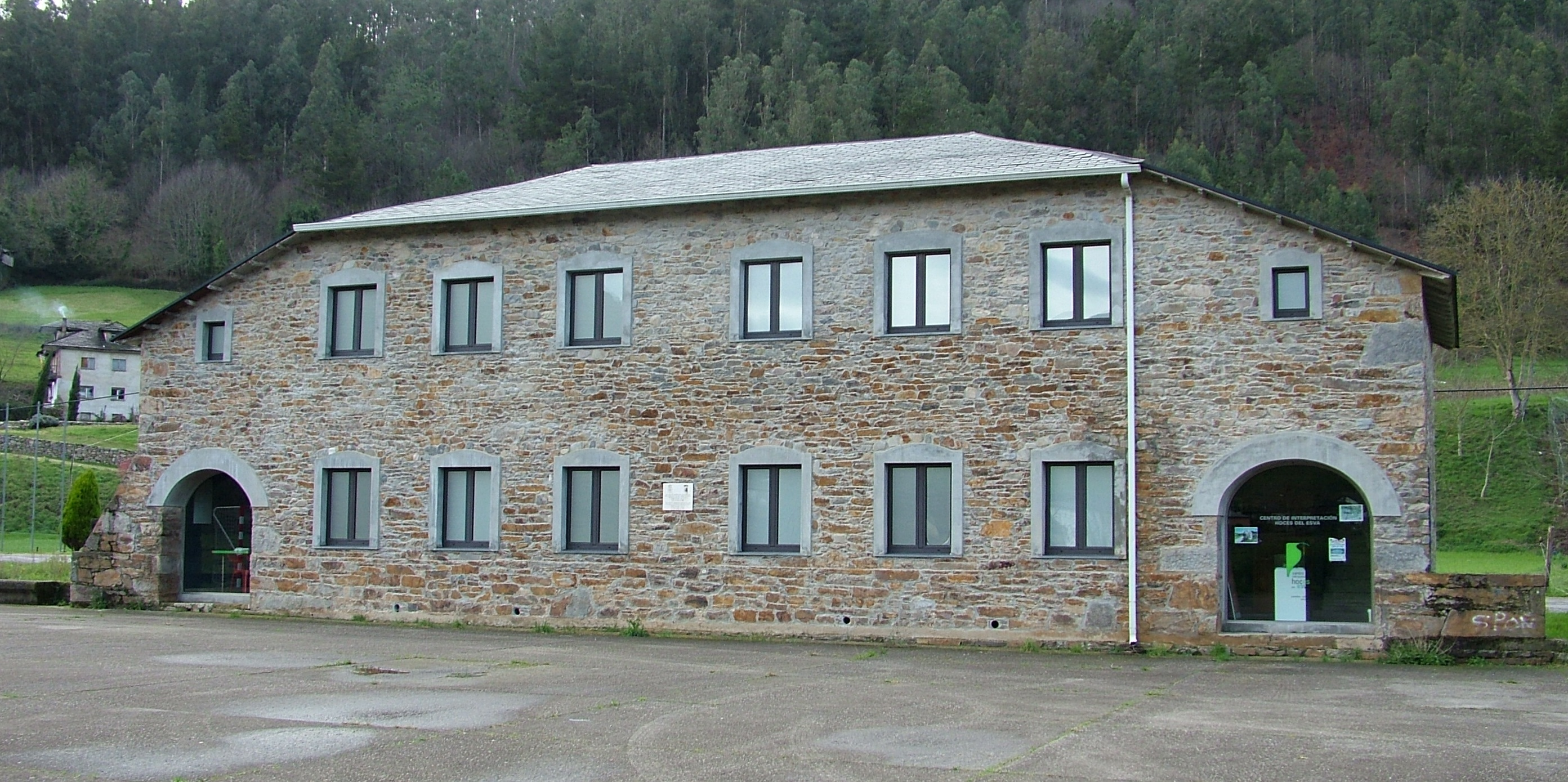
Centro de interpretación de las Hoces del Esva

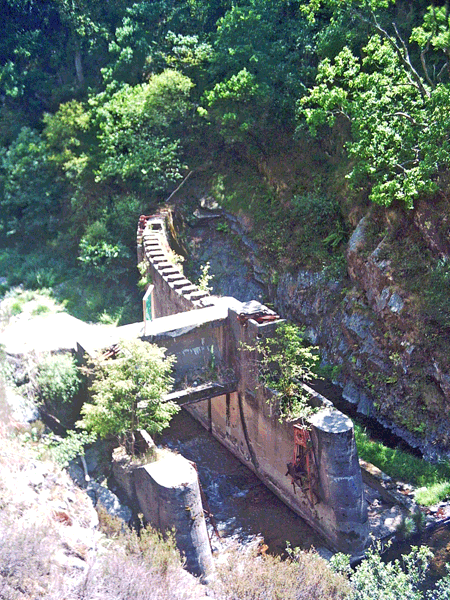
Antiguo embalse

- Centro de interpretación Hoces del Esva (Agüera)
- Hoces del Esva (entre Bustiello y San Pedro)
- Embalse y antigua central eléctrica (Río Esva)
- Iglesia parroquial (San Pedro)

## Actividades
- Cabalgata de Reyes (5 de enero)
- Muestra de oficios y costumbres del Medio Rural (Semana Santa)
- Descenso ecológico del río Esva (en agosto)

## Deporte

### Pesca
El río Esva, a su paso por esta parroquia, posee cotos de pesca de trucha y salmón, así como zonas libres.
- El coto de pesca de Restiello permite la captura de salmón y trucha, y se extiende desde el límite con el coto de Paredes hasta la Cola de Chana el Molín. Tiene una longitud de unos 2,3 kilómetros.

- Otro coto es el de Paredes, donde se permite la captura de trucha, y se extiende desde la antigua pasarela derrumbada hasta la cabecera del coto Restielo. Su longitud aproximada es de 1,6 kilómetros.

- Por último está el coto de Agüera, donde se permite la captura de trucha que se extiende desde el puente de Bustiello hasta la presa de la central eléctrica. Su longitud es de unos 1,8 kilómetros.

### Rutas a pie
Existen 4 rutas señalizadas que son:
- PR AS-1 Hoces del Esva

Su atractivo es el paisaje protegido de la Cuenca del Esva, la flora y la fauna existentes.
También las maravillosas vistas a lo largo del recorrido.
Posible combinación con PR AS-2
- PR AS-2 Embalse

Discurre por una senda excavada en la roca paralela al río Esva, desde Bustiello hasta Calleras pasando por la antigua presa del embalse.
- BV-1 Camín de San Juan

Transcurre por pistas de monte, desde las cuales se ven grandes panorámicas del paisaje, la braña de Busindre y la capilla de San Juan.
- BV-2 Ruta El Fielato

Sigue los antiguos caminos utilizados por los vaqueros de Caborno y Aritébano. La ruta pasa por el menhir de Ovienes y la capilla de Santiago, donde se encuentra una antigua estela funeraria.